# 脳梁溝
脳梁溝（のうりょうこう、英: Callosal sulcus）は、脳にある脳溝の1つで、帯状回と脳梁の間にあり、大脳縦裂の下にある。